# Kämpaslättens företagsområde
Sölve företagsområde är en stadsdel och företagsområde i Sölvesborg.